# 通渠用品
水管疏通用品是一種家居日用品，用於打通排水渠內的淤塞物。常見的水管疏通劑主要為酸性或鹼性的化學性水管疏通劑，有固體亦有液體，固體的主要為氫氧化鈉顆粒或片塊，而液體的除了有含氫氧化鈉溶液的鹼性水管疏通水外，也有含硫酸的酸性水管疏通水。

## 化學原理

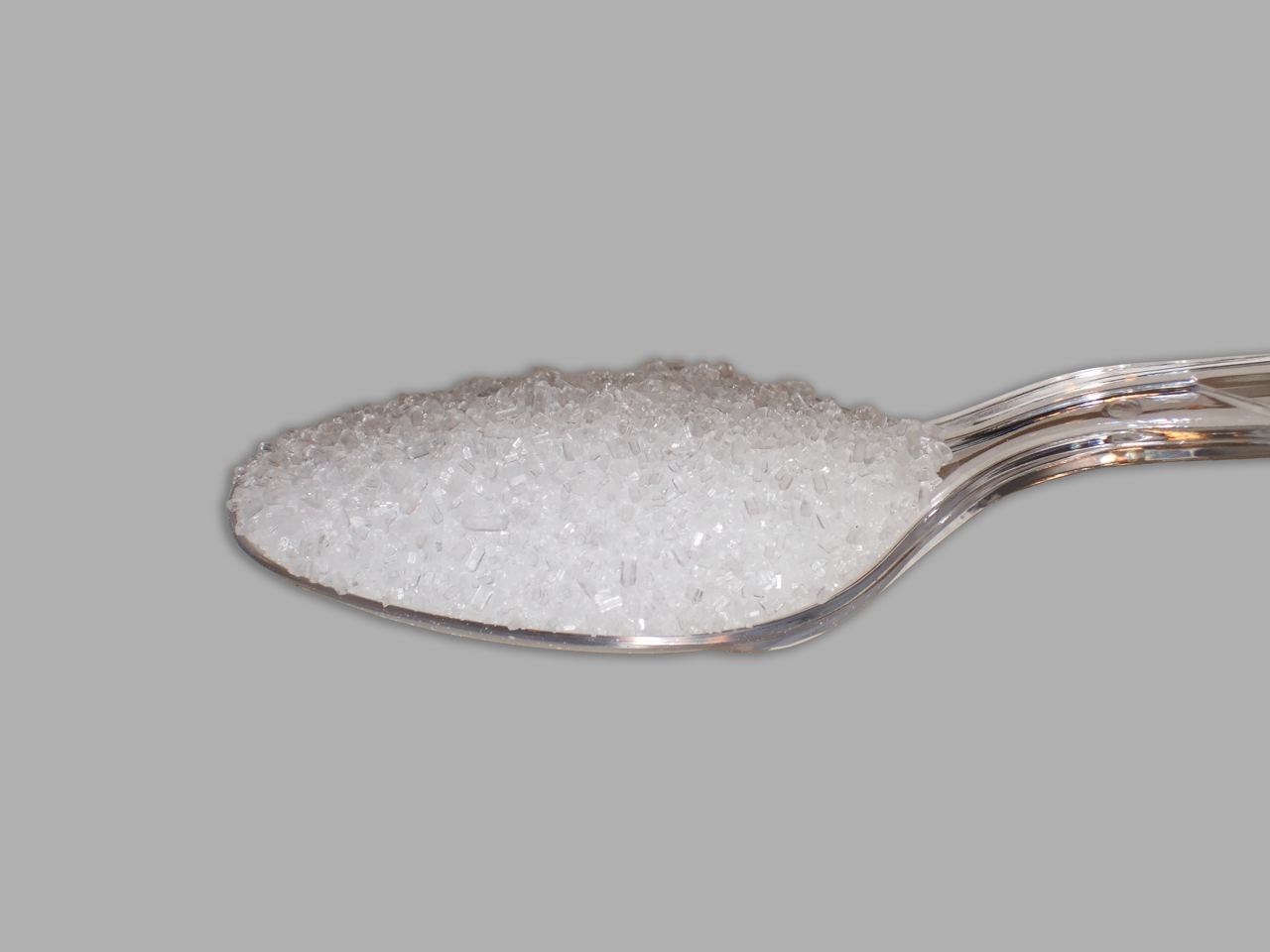
含有氫氧化鈉的固體鹼性水管清理用品

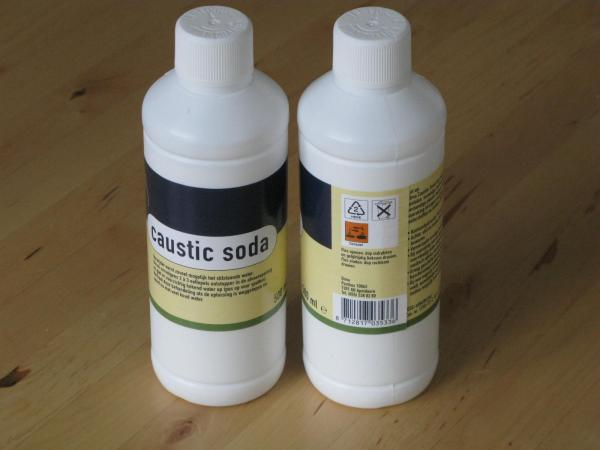
鹼性水管清理用品

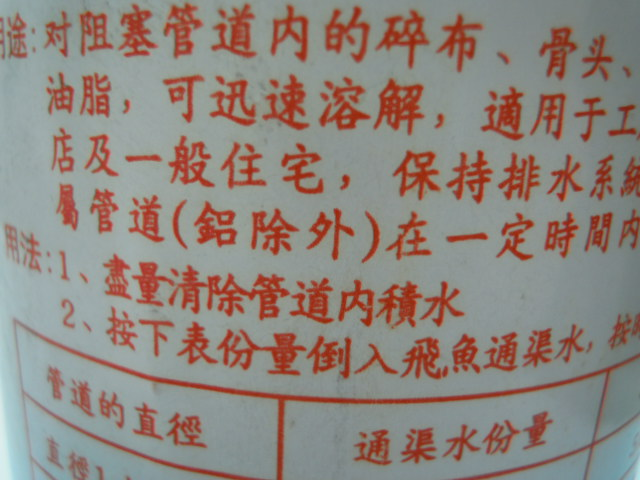
酸性水管清理用品對金屬喉管在一定時間內不會造成損害，但會與鋁管表面的氧化鋁發生化學反應。

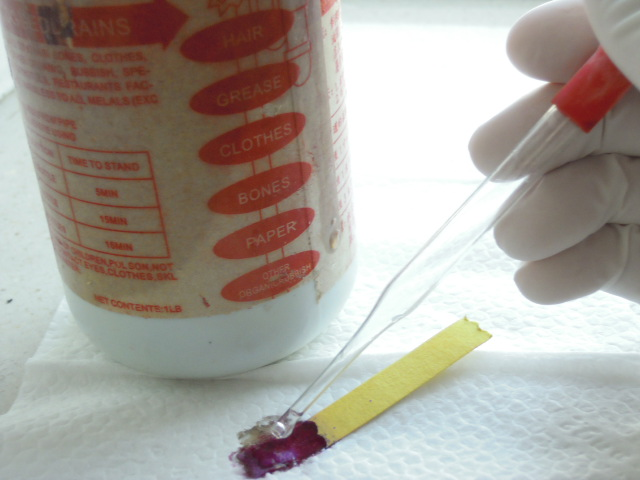
含有高濃度硫酸的酸性水管清理劑，能迅速把pH試紙變紅及將其蝕穿。

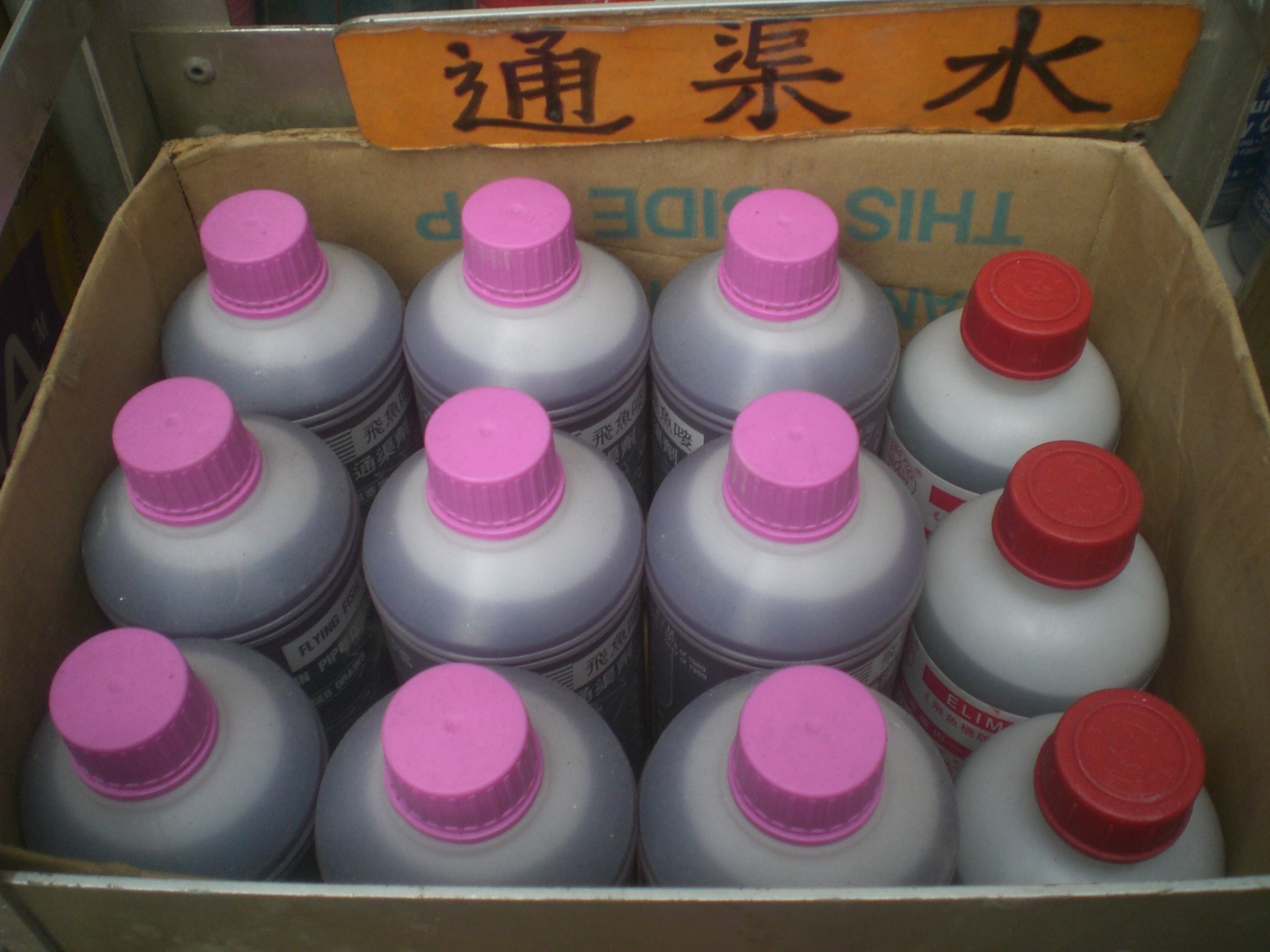
在香港五金店有售的酸性通渠水

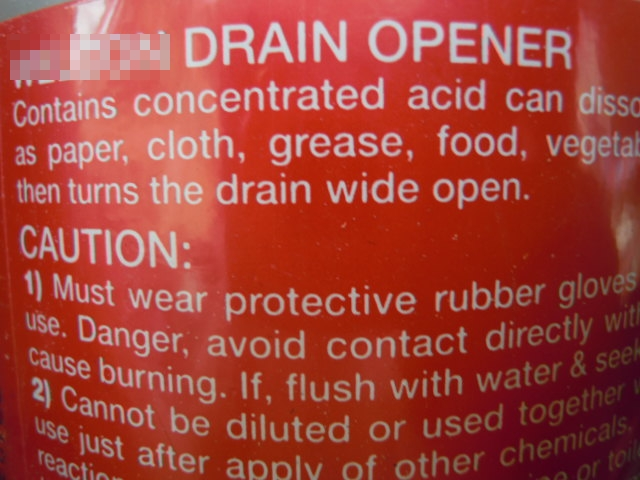
酸性水管清理用品

一般的水管清理用品為酸性或鹼性，主要含有氫氧化鈉或硫酸，具有很強的腐蝕性，能分解淤塞在渠道內的物質，如油脂、頭髮、廁紙、碎骨及其他一些有機物。其主要原理是利用酸或鹼與蛋白質（化學稱之為酰胺）和油污（化學稱之為酯）等有機物發生的水解作用，將淤塞物分解。

### 鹼性水管疏通用品
一般在超級市場出售的水管清理劑或其他水管清理物為鹼性，主要含有氫氧化鈉，某些地區也有氫氧化鉀水管清理劑，而為達到更佳的清潔效果，其他的一些化學物，如次氯酸钠，也會被加入其中。除此，很多五金材料鋪也有出售氫氧化鈉片塊或顆粒（香港也俗稱“哥士的”，源自英文原文caustic），將其放入水盆加入自來水便可。但在加水的過程中，會產生放熱反應，故使用時要慢慢加入，以免管道內溫度過高而使其濺出，造成意外。
以下為鹼與有機化學物發生鹼性水解作用的化學方程式:
RCO2R'（酯）+  OH- → R'OH  +  RCOO-
RCONH2（酰胺）+  OH- → NH3  +  RCOO-

### 酸性水管疏通用品
另外，液體水管清理劑也有酸性的，主要含有硫酸， 在五金店亦有售。含有高濃度硫酸的水管清理劑具有很強的腐蝕性，當中還包括強烈脫水性（它能抽走化合物裡的水分子，尤其能將含有碳水化合物的物件迅速蝕穿，如紙張及布或毛巾等纖維織物）。正因如此，強酸性水管清理劑與水會發生非常激烈的高放熱性反應並濺出甚至噴出，造成危險。因此很多這一類的水管清理水都會標示建議使用者在使用前，盡量保持渠道乾爽。另外，這些水管清理劑在工業製造過程中，也有可能被染色（如黑或灰褐色），以提高人們對其的警覺性。除此，製造商也有可能加入某些化學物減低酸對金屬水管的腐蝕以保護渠道。
以下為酸與有機化學物發生酸性水解作用的化學方程式:
RCO2R'（酯） + H2O + 酸或脫水劑（例如硫酸） ⇌ RCO2H + R'OH
RCONH2（酰胺）+  H2O + 氫正離子（即H+ 或酸） →  NH4+  +  RCOOH
另外，高濃度硫酸亦可透過脫水反應蝕穿含碳化合物的物料（例如：含纖維素的廁紙）：
(C
6H
10O
5)n + 硫酸 → 6n C + 5n H
2O

## 危害
化學水管清理用品均具腐蝕性，能造成嚴重的化學性燒傷，而含有硫酸的水管清理劑更會造成額外的火焰性灼傷。它們對皮肉的傷害很大，故在使用時候應注意安全，帶上手套；存放時應遠離孩童。詳細使用方法可參考外部連結。